# Hároméves terv (Magyarország)
A hároméves terv az első szovjet mintájú gazdasági terv volt Magyarországon. Célja az 1947. évi XVII. törvény szerint „Magyarország gazdasági és szellemi felemelkedésének meggyorsítása, valamint demokratikus rendjének megszilárdítása céljából és a lakosság életszínvonalának javítására”, valamint „a termelőerők fokozását, okszerű felhasználását és a különböző termelési ágak összhangját a nép egyetemes érdekében biztosítja”. 1949-ben az MDP Központ Vezetősége kimondta, hogy „A hároméves terv az újjáépítésnek, a háborús károk és pusztítások sújtotta magyar gazdaság talpraállításának terve volt.”
Az (első) hároméves terv valójában két és fél évig sem tartott. A törvény előírása szerint a tervidőszak 1947. augusztus 1-én kezdődött, befejeződéséről azonban ez a jogszabály nem rendelkezett. A rákövetkező időszakra is készült azonban népgazdasági terv, ennek szövege alapján úgy tekinthetjük, hogy a hároméves tervnek 1949. december 31. volt a zárónapja.